# Fallin
Fallin är en by i Stirling i Skottland. Byn är belägen 47,4 km 
från Edinburgh. Orten har 2 880 invånare (2016).